# Исру хаг
И́сру хаг (ивр. אסרו חג‎ — букв. «привяжите к празднику!») относится ко дню, следующему за тремя паломническими праздниками в иудаизме, к которым относятся Песах, Шавуот и Суккот. Фраза исру хаг ведёт своё происхождение из Пс. 117:27, в котором написано «Бог — Господь, и осиял нас; вяжите вервями жертву, ведите к рогам жертвенника». Согласно Талмуду, этот стих следует понимать назидательно как «сколько бы любой человек ни ел и ни пил на Празднике, он будет рассматриваться Священным Писанием так (по отношению к съеденному и выпитому им), будто он построил алтарь и принёс на нём жертву». Бен-Иш Хай в своей респонсе еврейской общине, спросившей у него о причине соблюдения Исру хага, процитировал Исаака Лурию, сказавшего, что мы связываем религиозный праздник с последующим днём из-за оставшегося «света» праздника, другими словами, что святость праздника распространяется и на следующий будний день.